# Makum
Makum é uma cidade e uma town area committee no distrito de Tinsukia, no estado indiano de Assam.

## Geografia
Makum está localizada a 27° 30′ N, 95° 27′ L. Tem uma altitude média de 122 metros (400 pés).

## Demografia
Segundo o censo de 2001, Makum tinha uma população de 15 058 habitantes. Os indivíduos do sexo masculino constituem 53% da população e os do sexo feminino 47%. Makum tem uma taxa de literacia de 68%, superior à média nacional de 59,5%: a literacia no sexo masculino é de 73% e no sexo feminino é de 62%. Em Makum, 13% da população está abaixo dos 6 anos de idade.